# 太陽城 (佛羅里達州)
太陽城（英語：Sun City）是位於美國佛羅里達州希爾斯波羅縣的一個非建制地區。該地的面積和人口皆未知。

## 地理
太陽城的座標為27°40′42″N 82°28′43″W / 27.67833°N 82.47861°W，而該地的平均海拔高度為8米（即26英尺）。